# Ludwig Nissen

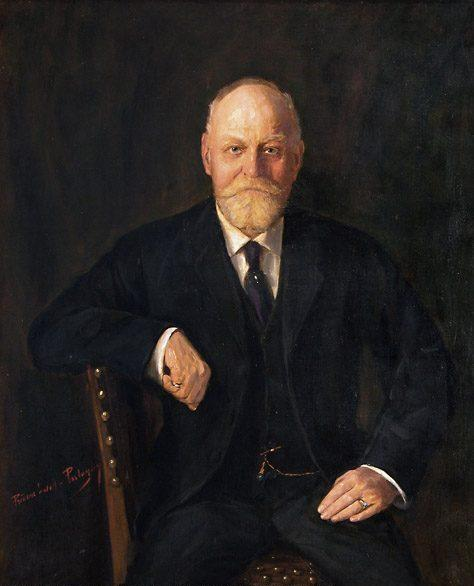
Portret van Ludwig Nissen

Ludwig Nissen (Husum, 2 december 1855 - New York, 26 oktober 1924) was een diamanthandelaar en mecenas. Hij liet zijn Duitse geboortestad Husum onder andere een groot geldbedrag en een grote collectie beeldende kunst na.

## Levensloop

### Jeugd
Op 2 december 1855 werd Ludwig Nissen als zesde van tien kinderen in het gezin van een touwslager uit het Noord-Duitse provinciestadje Husum geboren. Hij doorliep de lagere school met succes. Daarna werd hij klerk op het Amtsgericht in het kasteel van de stad. Ludwigs acht jaar oudere broer, Fritz, emigreerde in 1869 naar New York.

### Als jongeman in New York
Als jongen van 16 kreeg Ludwig toestemming van zijn ouders om in navolging van Fritz ook te emigreren. Op 11 september 1872 kwam hij met een uit Hamburg vertrokken stoomschip aan in New York. Hij had eerst baantjes als schoenpoetser, afwasser, kelner, kassier, slachter en kroegbaas. Als hij zaken deed, werd hij door "zakenpartners" meer dan eens bedrogen en ging failliet.

### Succes door de diamanthandel
In mei 1881 opende hij uiteindelijk met Fred Schilling, een emigrant uit Hamburg, die diamantbewerker was, een juwelierszaak genaamd Schilling & Nissen. De zaken gingen goed, en al spoedig konden de aanloopschulden worden afgelost. Eind december 1882 trouwde Nissen met een ongeveer 6 1/2 jaar jongere  dame van goede familie uit New York, Katharine Quick. Mevrouw Quick had voorouders uit Duitsland (Darmstadt) en Zwitserland.
Al spoedig kon Nissen zijn zaak verplaatsen naar de deftige Fifth Avenue. Hij trad toe tot de vereniging van New Yorkse juweliers en werd daarvan in 1895 zelfs voorzitter. Ook verwierf hij aanzien door andere erefuncties te vervullen. Ook nam hij zitting in commissies, die grote exposities organiseerden. In 1900 was hij penningmeester van een staatscommissie uit New York voor de Wereldtentoonstelling in Parijs.
Nissen kon het zich in 1908 permitteren de van origine Noorse architect Arne Dehli opdracht te geven, voor hem en zijn vrouw een villa in Brooklyn te bouwen. Het huis werd met veel kostbare kunstwerken en memorabilia ingericht, er was een eigen bowling-baan, een paardenstalling en een garage voor auto's. 
Ruim dertig jaar lang toonde hij belangstelling voor publieke en economische aangelegenheden. Hij heeft met drie presidenten van de Verenigde Staten ontmoetingen gehad: Theodore Roosevelt,  William Howard Taft en Calvin Coolidge. Hij was door en door Amerikaan geworden, en diende zijn nieuwe vaderland. Desalniettemin was hij ook nog zozeer Duits patriot, dat hij de algemene opinie dat de Duitse keizer Wilhelm II schuldig was aan het uitbreken van de Eerste Wereldoorlog, niet deelde.

## Stichting van een museum in Husum

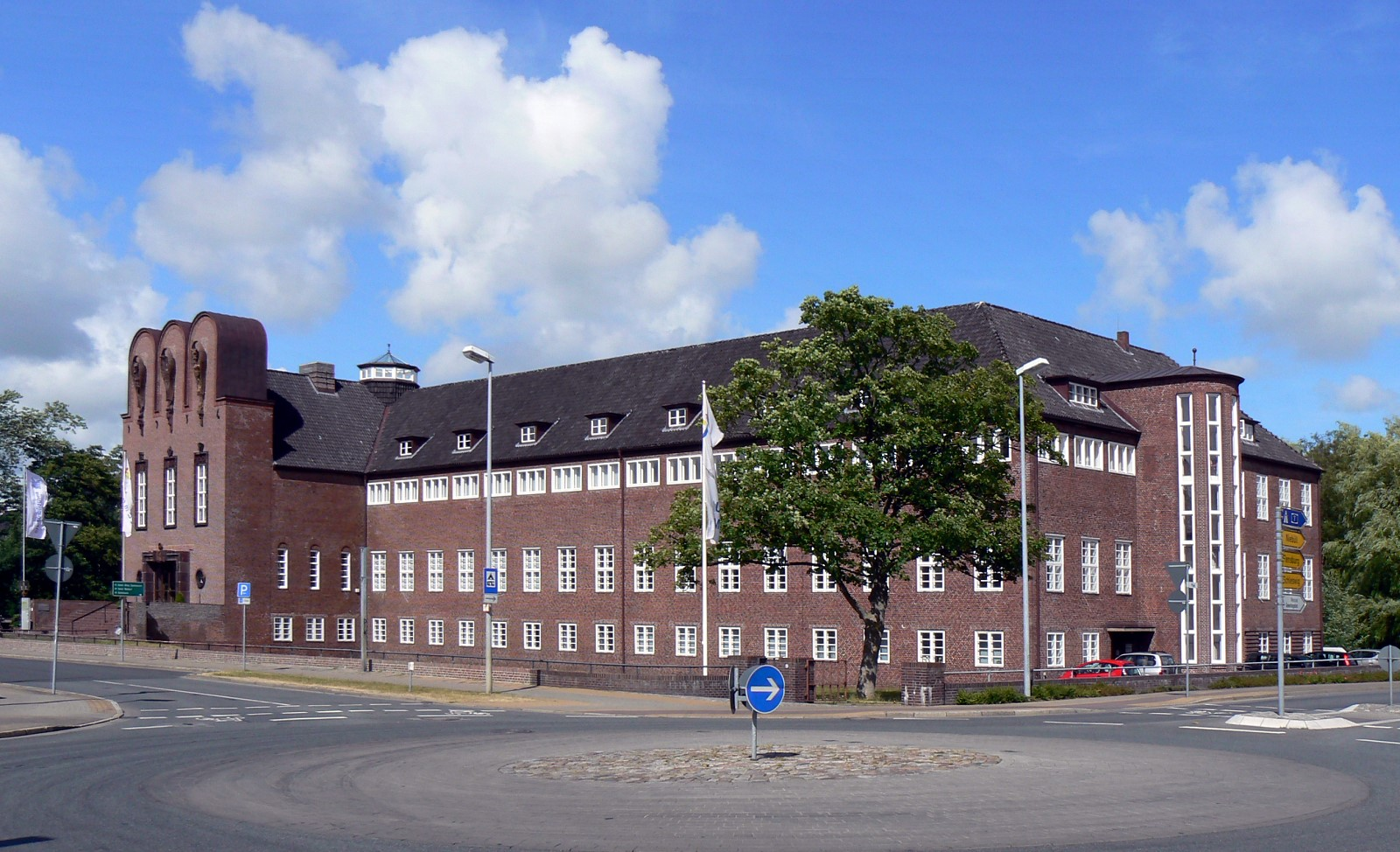
Het Ludwig-Nissen-Haus

In 1915 maakte de bijna 60-jarige Nissen voor het eerst een testament. Zijn huwelijk bleef kinderloos, en hij kon zijn bezittingen aan eender wie nalaten. Nissen wilde zijn geboortestad voorzien  van een compleet cultureel erfdeel, mede ter gedachtenis aan zijn ouders. 
In 1920 bezocht Ludwig Nissen Husum voor het eerst weer. Daarbij had hij een gesprek over zijn plannen met Heinrich Clasen, een hoge ambtenaar. Er zou een gebouw moeten komen, het Ludwig-Nissen-Haus, dat een "huis van het volk", een museum en een kunstgalerie combineerde met vertrekken, waar de bevolking van Husum activiteiten kon ontplooien op charitatief, wetenschappelijk, literair en educatief gebied.
In 1921 maakte Nissen zijn plannen openbaar; een jaar later paste hij zijn testament dienovereenkomstig aan. Voor dit doel werd een uiteindelijk in 1928 rechtskrachtig geworden stichting opgericht, die haar doelen onafhankelijk van eventuele toekomstige politieke en economische ontwikkelingen moest kunnen nastreven.
Op 26 oktober 1924 overleed Ludwig Nissen in het New Yorkse stadsdeel Brooklyn.
De stad Husum erfde zijn vermogen van 2,5 miljoen Reichsmark. In de eerste plaats moest de gemeente dit aanwenden om het Ludwig-Nissen-Haus en de bijbehorende culturele doelen te realiseren. Reeds voor zijn dood had Nissen een groot aantal kunstvoorwerpen tijdelijk in kantoren in het kasteel van Husum laten onderbrengen.
Op 29 december 1930 stierf ook Nissens weduwe Kathie, aan een beroerte. Ook zij liet aan de stad Husum, voor hetzelfde doel als dat van haar man, US $ 170.000 na. Daardoor konden alle plannen van het echtpaar verwezenlijkt worden. De crematie-as van de stichter bevindt zich in een monument op het terrein van het gebouw.
Een architect uit de regio, Georg Rieve, kreeg de ontwerpopdracht. De bouw van  het complex duurde van 1933 tot 1939. De bestuurders van de stichting slaagden erin, het museum zonder schade van betekenis door de moeilijke periode van het Hitler-regiem en de Tweede Wereldoorlog te loodsen.

## Lijst van kunstenaars van wie het Ludwig-Nissen-Haus werk bezit
- Andreas Achenbach
- Albert Bierstadt
- Georg Henry Bogert
- Rosa Bonheur
- Frederick James Boston
- Joseph H. Boston
- Armin Buchterkirch
- Pietro Calvi, Italiaans beeldhouwer (1833-1884) (een beeldhouwwerk Bedouin)
- Cyrus Edwin Dallin
- Frank Russell Green
- Carl Ferdinand Hamann
- Albert Janesch
- Carl Ludwig Jessen
- Albert Johannsen jr. [1]
- Elisabeth Vilma Lwoff-Parlaghy, in Hongarije geboren Amerikaanse portrettiste (1863-1923); daaronder is een in 1913 geschilderd portret van de uitvinder Nikola Tesla, bekend als het Blauwe Portret. Zij schilderde ook het bovenin dit artikel afgebeelde portret van Ludwig Nissen.
- Julius Olsson
- Frederic Sackrider Remington
- Detlef Sammann
- Christian Sell
- Max Silbert
- Gabriel Eduard Thurner
- Beatrix Charlotte Vernon

De meeste van deze kunstenaars komen uit Duitsland of de Verenigde Staten.